# Campeonato Mundial Femenino de Ajedrez 1969
El 17º Campeonato mundial femenino de ajedrez se desarrolló entre abril y mayo de 1969 en Tiflis y Moscú. Esta edición enfrentó nuevamente a la campeona Nona Gaprindashvili, contra la ganadora del Torneo de candidatas, Ala Kushnir. Por segunda vez, Gaprindashvili derrotó a Kushnir y defendió exitosa-mente su título.

## Torneo de Candidatas
El Torneo de Candidatas se desarrolló en la ciudad de Subotica, Yugoslavia entre septiembre y octubre de 1967. En esta ocasión, Kushnir ganó el torneo sin requerir de un desempate.
|    | Jugadora                      | 1 | 2 | 3 | 4 | 5 | 6 | 7 | 8 | 9 | 10 | 11 | 12 | 13 | 14 | 15 | 16 | 17 | 18 | Pts. |
| -- | ----------------------------- | - | - | - | - | - | - | - | - | - | -- | -- | -- | -- | -- | -- | -- | -- | -- | ---- |
| 1  | Alla Kushnir                  | - | 0 | ½ | 1 | 1 | 1 | 1 | 1 | 1 | 1  | ½  | 1  | 0  | ½  | 1  | 1  | 1  | 1  | 13½  |
| 2  | Valentina Kozlovskaya         | 1 | - | ½ | ½ | 1 | 1 | 1 | 0 | 1 | ½  | 1  | 0  | 1  | 0  | 1  | 1  | 1  | 1  | 12½  |
| 3  | Tatiana Zatulovskaya          | ½ | ½ | - | 1 | 0 | 0 | ½ | ½ | 1 | ½  | 1  | 1  | 1  | 1  | 1  | 1  | 1  | 1  | 12½  |
| 4  | Tereza Štadler                | 0 | ½ | 0 | - | 1 | ½ | 1 | 1 | 1 | 1  | 0  | 1  | 1  | ½  | ½  | 1  | 1  | 1  | 12   |
| 5  | Alexsandra Kislova            | 0 | 0 | 1 | 0 | - | ½ | 0 | 1 | 1 | ½  | 1  | 1  | ½  | 1  | ½  | 1  | 1  | 1  | 11   |
| 6  | Verica Nedeljković            | 0 | 0 | 1 | ½ | ½ | - | ½ | 0 | 1 | ½  | 1  | 1  | ½  | ½  | 1  | 1  | ½  | 1  | 10½  |
| 7  | Alexandra Nicolau             | 0 | 0 | ½ | 0 | 1 | ½ | - | 1 | ½ | 1  | ½  | ½  | 1  | ½  | 1  | 1  | 0  | 1  | 10   |
| 8  | Nana Alexandria               | 0 | 1 | ½ | 0 | 0 | 1 | 0 | - | ½ | 1  | 1  | 0  | 1  | ½  | 1  | 1  | 1  | ½  | 10   |
| 9  | Milunka Lazarević             | 0 | 0 | 0 | 0 | 0 | 0 | ½ | ½ | - | 1  | 1  | 1  | 1  | 1  | 1  | 1  | 1  | 1  | 10   |
| 10 | Waltraud Nowarra              | 0 | ½ | ½ | 0 | ½ | ½ | 0 | 0 | 0 | -  | ½  | 1  | ½  | ½  | ½  | 1  | 1  | 1  | 8    |
| 11 | Margareta Perevoznic          | ½ | 0 | 0 | 1 | 0 | 0 | ½ | 0 | 0 | ½  | -  | ½  | 0  | 1  | 1  | 0  | 1  | 1  | 7    |
| 12 | Henrijeta Konarkowska-Sokolov | 0 | 1 | 0 | 0 | 0 | 0 | ½ | 1 | 0 | 0  | ½  | -  | 0  | ½  | 1  | ½  | 1  | 1  | 7    |
| 13 | Fenny Heemskerk               | 1 | 0 | 0 | 0 | ½ | ½ | 0 | 0 | 0 | ½  | 1  | 1  | -  | ½  | 0  | 0  | 1  | ½  | 6½   |
| 14 | Gisela Kahn Gresser           | ½ | 1 | 0 | ½ | 0 | ½ | ½ | ½ | 0 | ½  | 0  | ½  | ½  | -  | 0  | ½  | 0  | 0  | 5½   |
| 15 | Venka Asenova                 | 0 | 0 | 0 | ½ | ½ | 0 | 0 | 0 | 0 | ½  | 0  | 0  | 1  | 1  | -  | 1  | ½  | ½  | 5½   |
| 16 | Marion McGrath                | 0 | 0 | 0 | 0 | 0 | 0 | 0 | 0 | 0 | 0  | 1  | ½  | 1  | ½  | 0  | -  | ½  | 1  | 4½   |
| 17 | Clara Friedman                | 0 | 0 | 0 | 0 | 0 | ½ | 1 | 0 | 0 | 0  | 0  | 0  | 0  | 1  | ½  | ½  | -  | ½  | 4    |
| 18 | Eva Aronson                   | 0 | 0 | 0 | 0 | 0 | 0 | 0 | ½ | 0 | 0  | 0  | 0  | ½  | 1  | ½  | 0  | ½  | -  | 3    |

## Gaprindashvili vs. Kushnir
El Campeonato de Mundo se disputó mediante un encuentro a 16 partidas, donde la primera jugadora en obtener 8½ puntos sería declarada como ganadora.
|                     | 1 | 2 | 3 | 4 | 5 | 6 | 7 | 8 | 9 | 10 | 11 | 12 | 13 | 14 | 15 | 16 | Total |
| ------------------- | - | - | - | - | - | - | - | - | - | -- | -- | -- | -- | -- | -- | -- | ----- |
| Alla Kushnir        | 1 | ½ | 0 | 1 | 0 | 0 | ½ | 0 | ½ | 0  | ½  | 0  | ½  |    |    |    | 4½    |
| Nona Gaprindashvili | 0 | ½ | 1 | 0 | 1 | 1 | ½ | 1 | ½ | 1  | ½  | 1  | ½  |    |    |    | 8½    |